# Basename
basename (ang. base - podstawa, ang. name - nazwa) – polecenie systemu Unix, służące do wyświetlania ostatniego składnika podanej ścieżki. Możliwe jest także pominięcie podanego przyrostka. 
W systemie GNU ten program jest dostępny w pakiecie GNU Coreutils.
Autorem wersji GNU programu jest David MacKenzie

## Składnia polecenia
```
 basename NAZWA [PRZYROSTEK] 
```

Wyświetla NAZWĘ, usuwając wszystkie poprzedzające składniki ścieżki.
Jeśli jest podany, usuwa również PRZYROSTEK.
```
 basename [OPCJA] 
```

Jako OPCJĘ można podać:
- --help     wyświetlenie pomocy polecenia
- --version  wyświetlenie informacji o wersji polecenia

## Przykłady użycia
Wyświetlenie ostatniego składnika ścieżki:
```
 $ basename /usr/bin/sort
 sort 
```

Pominięcie przyrostka:
```
 $ basename include/stdio.h .h  
 stdio 
```